# Nationale Kruisvereniging
De Nationale Kruisvereniging (NK) was een Nederlandse vereniging die ontstaan is in 1978 door een fusie van drie koepels van nationale Kruisverenigingen: de neutrale Algemene Nederlandse Vereniging 'Het Groene Kruis', de rooms-katholieke Nationale Federatie 'Het Wit-Gele Kruis' en het protestants-christelijke Oranje-Groene Kruis. Ook enkele andere zelfstandige Kruisverenigingen gingen hierin op. Voorloper was de in 1974 in Utrecht opgerichte Nationale Kruis Stichting.
Reeds vanaf 1972 werkten de drie verenigingen samen in het Nationaal Centrum Kruiswerk, terwijl ook op lokaal niveau diverse fusies hadden plaatsgevonden. Dit proces maakte onderdeel uit van de ontzuiling die in Nederland rond die tijd op gang kwam.
Op het moment van fusie waren er van deze Kruisverenigingen 900 vestigingen verspreid door het land met in totaal 10.000 werknemers.
In 1990 fuseerde de Nationale Kruisvereniging met de Centrale Raad voor de Gezinsverzorging (CRG) tot de Landelijke Vereniging voor Thuiszorg (LVT). Nadat in de loop van de jaren tachtig van de vorige eeuw door de Nederlandse regering de marktwerking in de gezondheidszorg werd ingevoerd, vertegenwoordigde de LVT de niet-commerciële instellingen. De LVT wijzigde later haar naam in Z-org en fuseerde in 2006 met Arcares tot ActiZ (branchevereniging van zorgorganisaties).